# Веретенники
Верете́нники (лат. Limosa), устар. сукальни — род крупных болотных птиц семейства бекасовых с очень длинным клювом и длинными ногами. От родственных им кроншнепов (Numenius) внешне отличаются прямым или слегка искривлённым кверху клювом (у последних он загнут вниз), от бекасовидных веретенников (Limnodromus) заметно более длинными ногами. Самки ощутимо крупнее самцов. В зимнем наряде все виды отличаются дымчато-бурым оперением, в летнем у трёх из четырёх видов верх имеет оттенки рыжего.
Как и все кулики, веретенники являются птицами сырых ландшафтов. Хотя летние биотопы у них несколько отличны, зимой эти птицы концентрируются в эстуариях и на илистых побережьях, где образуют большие шумные стаи. Все виды перелётные. С помощью длинного клюва птицы добывают себе пищу глубоко в рыхлом грунте и на дне водоёмов. Русское название веретенник — подражание характерному гнусавому крику этих птиц — «веретень-веретень-веретень».
Известно 4 вида веретенников, два из которых (большой и малый) распространены на территории России:
- Большой веретенник (Limosa limosa)
- Малый веретенник (Limosa lapponica)
- Канадский веретенник (Limosa haemastica)
- Пятнистый веретенник (Limosa fedoa)

Кроме того, на сегодняшний день известны 3 ископаемых веретенника. Останки вида Limosa vanrossemi, относящиеся к Позднему Миоцену (около 6 млн лет назад), были обнаружены в отложениях формации Монтерей (англ. Monterey Formation) в районе города Ломпок (Lompoc) в Калифорнии, США. Вид Limosa lacrimosa был найден известным российским палеорнитологом Е. Н. Курочкиным в Западной Монголии — эта птица обитала в раннем плиоцене. Наконец, наиболее ранний веретенник, известный как Limosa gypsorum, жил около 35 млн лет назад в позднем эоцене. По оценкам специалистов, эта птица, останки которой были найдены в отложениях формации Монматр во Франции, являлась предком не только современных веретенников, но и кроншнепов, а также возможно других куликов и даже пастушковых. Учитывая этот факт, некоторые орнитологи выделяют этот вид в отдельный монотипичный род Montirallus (Olson, 1985). По общему мнению, веретенники и кроншнепы являются наиболее древней и примитивной группой всех бекасовых (Thomas et al., 2004).